# Adinandra auriformis
Adinandra auriformis là một loài thực vật có hoa trong họ Pentaphylacaceae. Loài này được L.K.Ling & S.X.Liang mô tả khoa học đầu tiên năm 1998.